# 辑佚

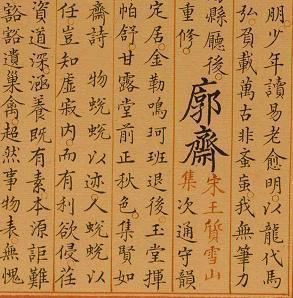
“书有名亡实不亡”。得益于《永乐大典》的引用，宋代王质的《雪山集》在清代得以重见天日。

辑佚是对已经失传，但其内容等仍以引用的形式保存在其它存世文献中的文献材料加以搜集整理，使得佚失的书籍文献恢复原貌的行为。通过辑佚得到的文献，称为辑本或者辑佚本，研究辑佚的历史、方法、原则和其他相关问题的学科，称为辑佚学。
辑佚的产生，与中国古代文献及典籍频繁而大量的佚失此一情况密不可分；90%以上的先秦两汉文献、98%以上的魏晋南北朝文献、94%以上的隋唐文献均已无法查考。
但是，由于中国古代书籍有摘引、抄辑其它文献的习惯，所以一些佚失的书籍中的只言片语得以通过引用的形式保存在其它文献中。辑佚就是將上述的只言片语加以搜集及整理，使佚失的书籍得以重见天日。它与校勘学、训诂学、考据学及注释学都有着密切的关系，是研究中国古代文化及历史的基本功之一。

## 定義
以輯佚的分類來說，輯佚可以分作以下數個範圍：
- 輯佚書：將歷代史志、公私書目曾經著錄的書籍，或者是前人著述提及過的書籍而後世不見流傳的書籍內容，從其他存世文獻中有徵引的將之鈎稽出來。
- 輯佚文：分作兩個情形，其一是古書尚存，但是部分內容已佚，將當中散見的文獻佚文輯出以補原書之闕。其二是本無其書，將散見諸書的引文輯作一編，并冠以新名。
- 文獻考証的過程的輯佚：清代部份學者在編輯目錄學書籍的時候，會附輯當中的引文以已佚書目之下，或者注明佚文所在。

輯佚的定義有狹義和廣義兩種說法。狹義的說法認為，輯佚的對象應該是「古有今亡」之書，將見載於其他書籍的文字中輯錄出來，並將之編輯為原書。此說法為學界主流。廣義的說法認為，輯佚的目標包括匯輯散失的文字資料，包括匯輯散見的詩文，佚文。

## 历史
辑佚起源于何时，学术界有不同的说法。有些学者认为可以追溯到魏晋甚至更远古的时候，但是学术界一般认为有明确目的和理论指导的辑佚活动起于宋代。

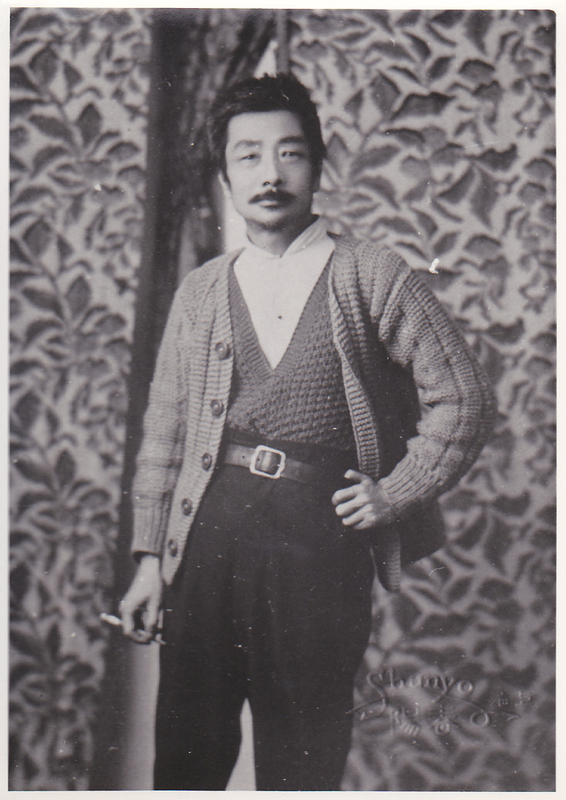
作家鲁迅也曾从事辑佚工作，辑出《会稽郡故书杂集》、《古小说钩沉》等书。

南宋时期，王应麟通过辑佚，整理出郑玄的《周易注》、《尚书注》和《三家诗》辑本，有学者认为这是有意识的辑佚的起源，并且认为王应麟是辑佚的开创者。这种说法得到了许多学者的认同。同时期的郑樵在《通志·校雠略》提出“书有名亡实不亡”的观点，被认为是在辑佚学发展初期所提出的指导性理论。但也有学者认为郑樵的这种说法有“言之过易”之嫌。
清代中期，在文字狱的高压下，一批学者借考据以遁世，躲进小楼成一统，埋首旧纸堆。在这段时期，乾嘉汉学得到蓬勃发展，辑佚也成为了一门显学。这段时期的民间辑佚代表作有由马国翰辑出的《玉函山房辑佚书》、由黄奭辑出的《汉学堂丛书》、由严可均辑出的《全上古三代秦汉三国六朝文》等等。
另一个对清代的辑佚活动产生巨大影响的事件是乾隆年间《四库全书》的修撰。乾隆三十八年，安徽学政朱筠奏请从内库所藏的《永乐大典》中辑出佚书。在乾隆皇帝的首肯下，《四库全书》的编撰们，从《永乐大典》中辑出经部书籍66种、史部书籍41种、子部书籍130种、集部书籍175种，合共375种，4926卷。今天《四库全书》中所有标有“永乐大典本”的书籍，都是通过辑佚的方法，从《永乐大典》中辑出的佚书。
近代以来，汉学学者也多有辑佚之作，如罗振玉曾根据敦煌文书，辑出《鸣沙石室佚书》、《鸣沙石室遗书续编》等书，鲁迅曾辑出《会稽郡故书杂集》、《古小说钩沉》等书，赵万里曾辑出《大元一统志》、《析津志》等书。

## 类型
辑佚的类型根据不同的分类依据，有不同的说法。
从所要辑佚的文献类型划分，辑佚可以分为辑佚书、辑佚文和辑佚诗三种。因为辑佚文和辑佚诗的数量极少，所以辑佚通常是指辑佚书。
从所要辑佚的文献存世情况划分，辑佚也可以分为三类。第一类是全书已经完全亡佚，通过辑佚，让失传的文献重现于世；第二类是全书基本存世，但有少量缺失，通过辑佚，把缺失的部分补全；第三类是全书已经完全亡佚，但是还有前人的辑本存世，通过辑佚，把前人辑本漏辑的部分补上，让辑本更加完善。后两类辑佚是广义的辑佚，它们的实质是补遗。

## 方法
辑佚的具体方法学术界有不同的说法，但是就大致的阶段而言，辑佚的全过程可分为准备、辑录、整理和综结四个阶段。准备阶段主要是指确定古籍是否佚失，以及确定辑佚的材料来源；辑录则是指将分散在不同书籍的佚文加以收集；整理主要解决佚文的编排次序，对佚文进行校勘、补缀和辨伪。综结则主要进行确定编目和编制索引的工作。

## 材料来源
辑佚的材料来源很广，类书、古注、史书、地志、字书、杂钞、金石、书目、报刊，甚至日记、书信、档案等等，凡是有转引佚书的文献，都可以作为辑佚的材料来源。
但是，在具体的辑佚上，不同的书籍，佚文可能藏身的材料来源往往具有一定的规律性。比如上古时期的书籍，大多散见于诸子百家的著作和汉代的笺注里面，两汉三国时期的书籍大多散见于唐代的义疏里面。把握这些规律，能够更加高效地确定辑佚的材料来源。

## 意义
通过辑佚，可以让已经佚失的古文献重现于世，有利于文献的保存和流通。比如二十四史中的《旧五代史》在清代已经佚失，但是通过对《永乐大典》的辑佚，今天的我们才有幸能够看到了这部长达一百五十卷的恢宏巨著。同时，通过辑佚产生的辑本，也为学者提供的较为可靠的文字材料，节约了学者检索文献的时间。
通过辑佚活动的实践和对辑佚学的研究，可以推动校勘学、训诂学、考据学、注释学等相关学科的发展。学者在从事辑佚的过程中，也可以在这些方面得到充分的锻炼。

## 日本辑佚
在日本，也利用辑佚的方法来研究和收集古代的资料。例如古风土记，据称原有四十八國风土记，如今完整保存的只有《出雲國風土記》，而《播磨國風土記》、《肥前國風土記》、《常陸國風土記》、《豐後國風土記》等書則留有殘章；其余有約三十國风土记以佚文方式流传至今，但有人认为这部分佚文中可能有成文于奈良时代的部分。又如日本后纪，至15世紀初时尚有40卷，完整流传至今的仅有10卷，其余部分零散地以佚文方式存在。